# Les 101 plus belles chansons
Les 101 plus belles chansons è un cofanetto postumo della cantante italo-francese Dalida, pubblicato il 30 aprile 2007 da Universal Music France.
Si tratta del primo dei tre album-anniversario pubblicati per celebrare il ventennale dalla scomparsa di Dalida.
Contiene cinque CD card sleeve con cento brani del suo repertorio, più un medley omaggio dal titolo La 101ème.
È presente, tra le tracce, un duo virtuale (creato postumo nel 2004) tra Dalida e Serge Lama in cui i due artisti interpretano Je suis malade.
All’interno del cofanetto, inoltre, si trova una nuova versione del brano Non andare via, originariamente parso postumo nell'album Dalida del 1987. 
L'album riuscì a raggiungere la posizione #1 nelle classifiche francesi ed ottenne la certificazione di disco d'oro grazie alle più di 75.000 copie vendute. 

Il box venne riedito sia nel 2008 che nel 2015. Entrambe le versioni vennero pubblicate in edizione limitata. 
Il 23 settembre 2022 è stato ripubblicato, per una serie di Universal Music, con un nuovo titolo L'album de sa vie, una nuova copertina, l'aggiunta dei brani Bang bang e Dans la ville endormie e nel quinto CD la sostituzione del medley La 101ème con la nuova versione remixata di Mourir sur scène, uscita il 29 aprile 2022 nel cofanetto celebrativo 35 ans déjà....

## CD 1 -Histoire d'un amour
1. Histoire d'un amour
2. Gondolier
3. Love in Portofino
4. Bambino
5. Buenas noches mi amor
6. Les enfants du Pirée
7. Madona
8. Dans le bleu du ciel bleu
9. Come prima (Tu me donnes)
10. T'aimer follement
11. Romantica
12. Je pars
13. Les gitans
14. Ciao ciao, bambina
15. Am tag als der regen kam
16. Itsi bitsi petit bikini
17. Tout l'amour
18. L'arlequin de Tolède
19. Bonsoir mon amour
20. O sole mio (versione in giapponese)
21. J'ai rêvé
22. Le petit Gonzales

## CD 2 -Le temps des fleurs
1. Que sont devenues les fleurs
2. Garde-moi la dernière danse
3. Chaque instant de chaque jour
4. Nuits d'Espagne
5. La chanson d'Orphée
6. Parlez-moi de lui
7. Le temps des fleurs
8. El Cordobés "Manuel Benitez"
9. Amore scusami
10. Petit homme
11. Je reviens te chercher
12. La danse de Zorba
13. C'est irréparable
14. Mama
15. Eux
16. L'ultimo valzer
17. Hava naguila
18. Guitare et tambourin
19. Je m'endors dans tes bras
20. Ciao amore, ciao
21. Les grilles de ma maison
22. Le jour le plus long

## CD 3 -Une vie
1. Fini, la comédie
2. Ti amo (Je t'aime)
3. Une femme à quarante ans
4. Besame mucho
5. Parle plus bas
6. Amoureuse de la vie
7. Femme est la nuit
8. Une vie
9. Paroles, paroles
10. Il pleut sur Bruxelles
11. Et la vie continuera
12. Marjolaine
13. La mer
14. The Lambeth Walk (versione in inglese)
15. Depuis qu'il vient chez nous
16. Problemorama
17. Confidences sur la fréquence
18. Helwa ya baladi
19. Ta femme
20. Que reste-t-il de nos amours
21. Génération 78 (medley)

## CD 4 -Le temps d'aimer
1. Pour te dire je t'aime
2. J'attendrai
3. Quand on n'a que l'amour
4. Lucas
5. Le temps d'aimer
6. L'amour et moi
7. Comme disait Mistinguett
8. Je suis malade
9. Alabama song
10. Les hommes de ma vie
11. Salma ya salama
12. La vie en rose
13. Americana
14. Rendez-vous chaque soir
15. Gigi in paradisco
16. Avant de te connaître
17. Darla dirladada
18. Gigi l'amoroso

## CD 5 -Mourir sur scène
1. Je suis toutes les femmes
2. Il venait d'avoir 18 ans
3. Ils ont changé ma chanson
4. Soleil
5. Pour ne pas vivre seul
6. La mamma
7. Avec le temps
8. Il faut danser reggae
9. Les feuilles mortes
10. Je suis malade (in duo con Serge Lama)
11. Rio do Brasil
12. Non andare via (versione 2007)
13. Mourir sur scène
14. Kalimba de Luna
15. Laissez-moi danser
16. À ma manière
17. L'amour qui grandit
18. La 101ème (20 ans déjà) (medley omaggio a Dalida)